# Crossfire

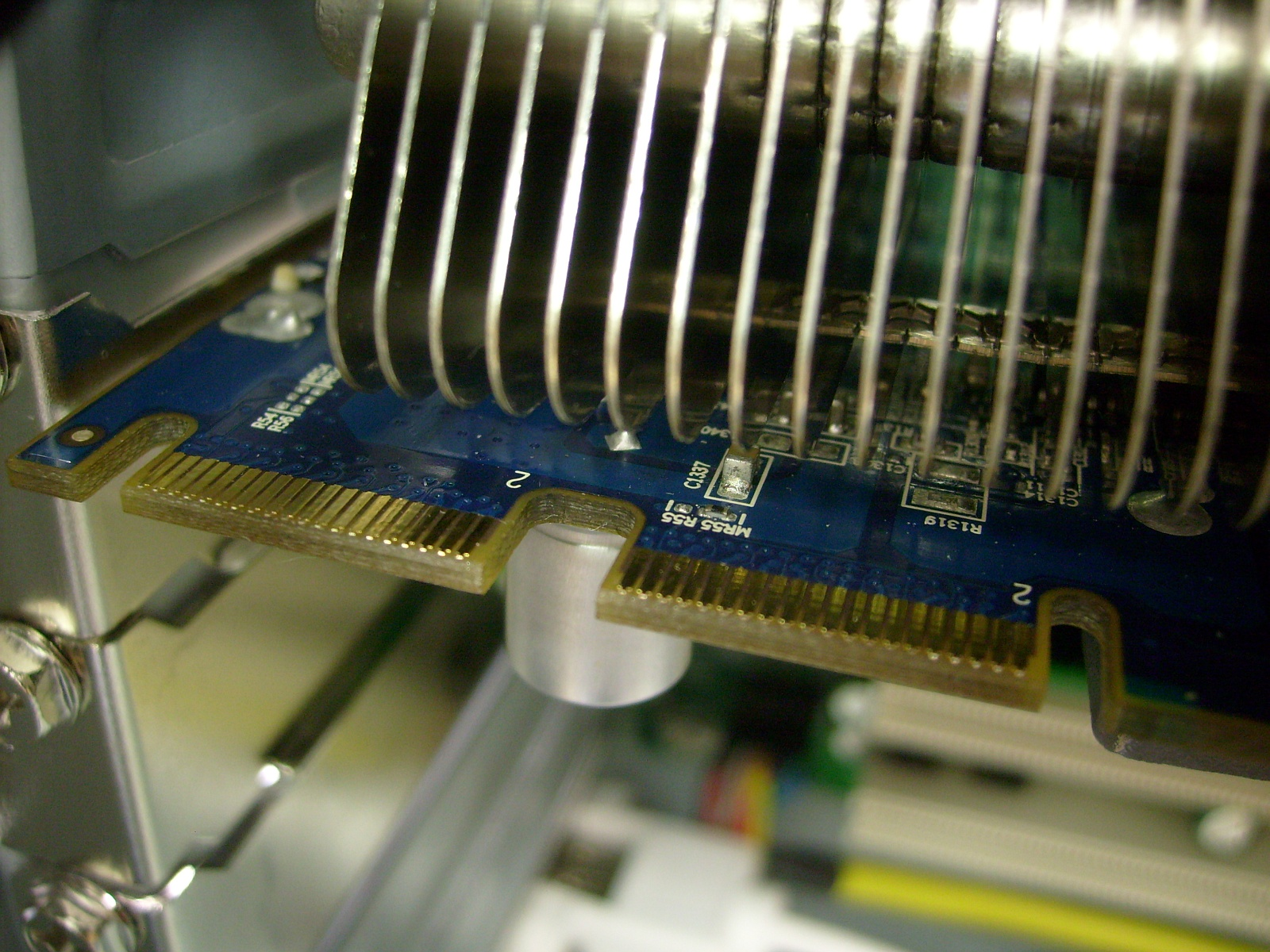
CrossFire-kontakter på ett Radeon 2600XT.

CrossFire kallas den teknik från ATI (numera AMD) som möjliggör en sammankoppling av flera grafikkort så att de delar på arbetsbördan och således ger bättre prestanda i bland annat datorspel och andra grafikintensiva tillämpningar. Detta kräver ett moderkort med stöd för CrossFire. Tekniken bygger på att de olika GPU:erna samarbetar och räknar ut antingen halva skärmen var eller varannan bildruta. I nuläget kan 4 GPU:er samarbeta, då är det antingen två dubbelkärniga kort som är kopplade i CrossFire, eller fyra stycken separata kort som används. Även tre kort kan användas i CrossFire. CrossFire finns på bland annat X48-moderkort.
CrossFire har sedan 19 november 2007 kallats CrossFireX med releasen av Spider-plattformen.
(Hybrid) CrossFireX
kallas den teknik av CrossFire där man istället för att använda sig av två externa grafikkort, använder sig av ett externt som arbetar tillsammans med en integrerad grafikstyrenhet på moderkortet. Denna teknik stöds endast av Windows Vista, Windows 7 (x64) och av Linux.